# 高鍋町営野球場
高鍋町営野球場（たかなべちょうえいやきゅうじょう）は、宮崎県児湯郡高鍋町の高鍋総合運動公園内にある野球場である。

## 概要
1954年（昭和29年）地元高鍋高校の、夏の甲子園初出場を記念して造られた。グラウンドの面積13,000m²や方角は、阪神甲子園球場と同じように造られている。1979年（昭和54年）に開催された 第34回国民体育大会では、高校野球の会場として使用された。現在は、高鍋高校野球部が練習場として使用する他、年間通して、児湯地区等の各野球大会や、野球教室が開催されている。また、1980年代からは、社会人、大学の野球チームが春季キャンプ行い、ここ数年はJFE東日本硬式野球部と、桐蔭横浜大学硬式野球部（神奈川大学リーグ所属）、関東学園大学野球部が使用している。

## 施設概要
- グラウンド面積：13,000m²;
- 両翼：100m 中堅：120m
- 内野：土、外野：天然芝
- 収容人員：3,000人（内野:2,000人・外野:1,000人）
- 照明：2基
- スコアボード：電光式（選手名表示部分はない）

## エピソード
- 国体開催時は夏の甲子園大会でベスト4になった浪商の試合が組まれ、浪商のドカベンこと香川伸行や牛島和彦が出場することとあって、試合当日は日の出前から長蛇の列が出来た。
- 球場公園内には、宮崎県勢として高鍋高校を甲子園初出場に導いた平原美夫監督の胸像がある。